# Peligros
Peligros ist eine Gemeinde in der Provinz Granada im Südosten Spaniens mit 11.674 Einwohnern (Stand: 2024). Die Gemeinde liegt in der Vega de Granada, Nahe der Stadt Grenada.

## Geschichte
Im Jahr 1431 war es der Ort der Schlacht von La Higueruela zwischen Christen und Muslimen. Hier verlor das Heer von Granada mehr als 10.000 Mann. Nach der Vertreibung der Mauren erlitt die Bevölkerung von Peligros einen Rückgang.

## Partnerstädte
- Parral, Chile
- Mijek, Westsahara